# Последняя встреча Якопо Фоскари с семьёй
«Последняя встреча Якопо Фоскари с семьёй» (итал. L’ultimo abboccamento di Jacopo Foscari con la propria famiglia ) — картина в стиле романтизма итальянского художника Франческо Айеца, на которой изображён сюжет из истории Венецианской республики. Полотно написано в 1838—1840 годах и представляет собой живопись маслом на холсте размером 165×233 см. В настоящее время хранится в Галерее на площади Скала в Милане.